# Víctor Conde
Víctor Conde (Santa Cruz de Tenerife, 1973) es el seudónimo del escritor español Alfredo Moreno Santana, autor de obras de ciencia ficción, terror y fantasía.
Ha sido galardonado con diversos premios, entre los que se encuentran el prestigioso Premio Minotauro o el premio Ignotus, ambos por su novela Crónicas del multiverso, y también el premio Kelvin 505 del Festival Celsius 232 de Avilés por su novela Las Puertas del Infinito.
Fue miembro de la Asociación Española de Escritores de Terror Nocte.

## Obras publicadas[3]
- Secretos de sangre (coescrito con Rayco Cruz, Editorial Fundación, 2024)
- El ojo de Átropos (Premium Editorial, 2023)
- Horizonte de estrellas (Editorial Minotauro, 2022, premio Minotauro)
- 6 A.M.: En la marisma al borde del universo (Apache Libros, 2021)
- Barcos a la deriva (Mainstream, SAGA Edgemont, 2021)
- El hombre del momento (Mainstream, SAGA Edgemont, 2021)
- Dana y el teorema del vacío (Mainstream, SAGA Edgemont, 2021)
- El beso de Copacati (Terror, Dolmen Ediciones, 2020)
- Lívidos (Terror, Dolmen Ediciones, 2019)
- Fundido a blanco (thriller policiaco, Ediciones Idea, 2018)
- Imperio. Crónicas del Multiverso (cf, Editorial Sportula, 2018)
- Voces remotas en Albión (cf, Cerbero, 2018)
- La Orfíada (fantasía épica medieval, Fantascy, 2017)
- De las ciudades, vuestras tumbas (terror, Dolmen Editorial, Stocker, 2017)
- Las Puertas del Infinito (coescrito con José Antonio Cotrina, fantasía, Fantascy, 2016)
- Ecos (Ciencia Ficción, Editorial Sportula, 2015)
- El códice de las brujas (terror, Colección Stocker, Dolmen Editorial, 2015)
- Sangre berserker (fantasía épica, Kelonia, 2014)
- Diversos librojuegos infantiles para editorial Hidra (2010 en adelante)
- He oído a los mares gritar mi nombre (terror, Col. Stoker, Dolmen Editorial, 2013)
- La ópera de la Mente (cf, Scyla, 2013)
- Miniaturizados (infantil, Hidra, 2013)
- Los monstruos del mar (antología terror Nocte, Nowtilus, 2013, como antologista)
- Los nuevos mitos de Cthulhu (relato, antología compartida, 2012)
- Heraldos del Bien y del Mal (juvenil, Hidra, 2012)
- Malpaís (mainstream, Aguere, 2012)
- Campamento vampiro (infantil, Hidra, 2012)
- Heraldos de la oscuridad (juvenil, Hidra, 2011)
- Oniromante (cf, Scyla, 2011)
- Hija de lobos (terror-histórica, Minotauro, 2011)
- Heraldos de la luz (juvenil, Hidra, 2010)
- Los relojes de Alestes (steampunk, AJEC, 2010)
- Crónicas del Multiverso (cf, Minotauro, 2010, premio Minotauro, premio Ignotus)
- El libro de las almas (antología relatos, Erídano, 2010)
- Naturaleza muerta (terror, Línea Z, Dolmen Editorial, 2009)
- El teatro secreto (fantasía, Parnaso, 2008, finalista premio Minotauro)
- El dragón estelar (juvenil, Timun Mas, 2007)
- Mystes (cf, Minotauro, 2005, finalista premio Minotauro)
- El tercer nombre del emperador (cf, Sirius, 2002)
- Piscis Arena (juvenil, Artifex, 2002)
- Piscis de Zhintra (juvenil, Artifex, 2002)